# 스룩

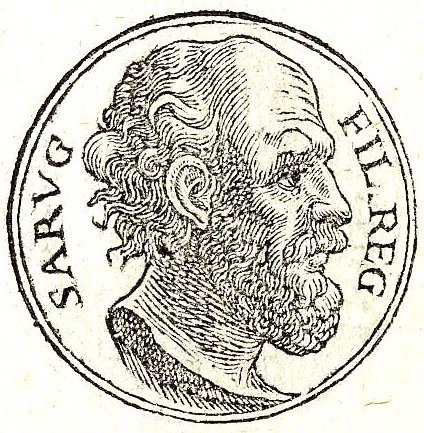

스룩(히브리어: שְׂרוּג – Śərūḡ, "가지"; 그리스어: Σερούχ – Seroúkh)은 창세기 11:20–23에 따르면 르우의 아들이자 나홀의 아버지였다. 그는 또한 아브라함의 증조부이므로 이스마엘인과 이스라엘인의 조상이다.

## 경전에서
현대 성경의 기초가 되는 마소라 본문에서 그는 나홀이 태어났을 때 30세였고, 그 후 200년을 더 살면서 230세(아브라함이 41세 또는 101세였을 때)를 살았다. 그러나 70인역(LXX)과 사마리아 오경 본문에는 그가 130세에 나홀을 낳았다고 나와 있다. 사마리아오경에 따르면 그가 100년을 더 살았다고 말하면서 사망 시 그의 나이를 230으로 제시하는 반면, LXX는 200으로 사망 시 그를 330으로 만든다.
더 자세한 내용은 그의 어머니 오라(11:1)와 아내 밀가(11:6)의 이름을 제공하는 희년서에 나와 있다. 또한 그의 원래 이름은 세로(Seroh)였으나 노아의 자녀들이 전쟁을 시작하고 스룩이 살던 도시 우르 케스딤(Ur Kesdim)이 건설되었을 때 스룩으로 바뀌었다고 기록되어 있다. 이 스룩은 일신교를 버리고 우상 숭배로 돌아서 그의 아들 나홀에게 주술을 가르친 족장 가계의 첫 번째 사람이라고 한다.